# Deltocyathus philippinensis
Deltocyathus philippinensis is een rifkoralensoort uit de familie van de Deltocyathidae. De wetenschappelijke naam van de soort is voor het eerst geldig gepubliceerd in 1997 door Cairns & Zibrowius.